# Hubert Schoemaker
Hubert Jacob Paul Schoemaker (* 23. März 1950 in Deventer, Niederlande; † 1. Januar 2006 in Paoli, Pennsylvania) war ein niederländisch-US-amerikanischer Chemiker und Biotechnik-Pionier.
Hubert Schoemaker war Gründer und Präsident der ersten US-amerikanischen Biotech-Firma Centocor, welche unter seiner Leitung Arzneistoffe entwickelte, darunter den chimären monoklonalen Antikörper Infliximab, der bei der Behandlung von Morbus Crohn und rheumatoider Arthritis eingesetzt wird.

## Früheres Leben und Bildung
Schoemaker wurde als zweites von fünf Kindern in einer niederländischen Familie geboren. Als Kind war Schoemaker vom Geschäft fasziniert, inspiriert durch die Mitgründung eines international erfolgreichen Unternehmens, das Chemikalien, Lebensmittelzusatzstoffe und auch andere Stoffe herstellte.
Schoemaker besuchte die St. Bernadus School in Deventer und später auch das Canisius College in Nijmegen. 1969 traf er eine, für seine Altersgruppe, ungewöhnliche Entscheidung, denn er zog in die Vereinigten Staaten und studierte an der University of Notre Dame in Indiana Chemie. 1972 machte er seinen Abschluss und heiratete kurz darauf Ann Postorino. Er bekam zwei Kinder mit ihr und heiratete später ein zweites Mal.
1975 promovierte er am Massachusetts Institute of Technology in Biochemie. Seine Doktorarbeit befasste sich mit der Untersuchung der Struktur-Funktion-Beziehung von Transfer-RNAs und ihren Komplexen. Seine Doktorarbeit wurde von Paul Schimmel betreut.

## Karriere
Er arbeitete bei AIM Packing, einem Low-Tech-Unternehmens, brach jedoch seinen Job ab, als bei seinem ersten Kind kurz nach der Geburt Lissenzephalie diagnostiziert wurde. Durch die geistige und körperliche Behinderung seiner Tochter war Schoemaker tief bewegt und wollte anderen Menschen helfen. Deshalb kam er 1976 zu Corning Medical, wo er auch später die Führung übernahm.
1979 war er Mitbegründer von Centoctor, einem der ersten amerikanischen Biotechnologieunternehmen. Außerdem gründete er 1999 Neuronyx.

## Erfolge
Er war Mitbegründer der Eastern Technology Council und des Technology Leaders Venture Fund zur Förderung der Biotechnologie in Philadelphia. Er spielte eine wichtige Rolle bei der Förderung der Wohn- und auch der Bildungsbetreuung behinderter Kinder durch die Melmark-Organisation.

## Tod
1994 wurde er mit einer Form von Hirntumor diagnostiziert. Seine zweite Frau Anne Faulkner half ihm zwölf Jahre lang mit dem Hirntumor zu leben. Am 1. Januar 2006 starb er im Alter von 55 Jahren.

## Publikationen
- B. C. Delvillano, S. Brennan, P. Brock, C. Bucher, V. Liu, M. mcClure, B. Rake, S. Space, B. Westrick, H. Schoemaker, V. R. Zurawski: Radioimmunometric Assay for a Monoclonal Antibody-Defined Tumor-Marker, CA-19-9, Clinical Chemistry 39 (1983) 549–552.
- J. R. Wands, R. I. Carlson, H. Schoemaker, K. J. Isselbacher, V. R. Zurawski: Immunodiagnosis of Hepatitis-B with High-Affinity IMG Monoclonal-Antibodies, Proceedings of the National Academy of Sciences – Biological Sciences 78 (1981) 1214–1218.